# Ciuhoi, Bihor
Ciuhoi, (în maghiară Berettyócsohaj, Csohaly), este un sat în comuna Sâniob din județul Bihor, Crișana, România.